# Schottische Badmintonmeisterschaft 1954
Die Schottische Badmintonmeisterschaft 1954 fand in Edinburgh statt. Es war die 33. Austragung der nationalen Meisterschaften von Schottland im Badminton.

## Titelträger
| Disziplin    | Sieger                              |
| ------------ | ----------------------------------- |
| Herreneinzel | Alastair Russell                    |
| Dameneinzel  | Nancy Horner                        |
| Herrendoppel | Alastair Russell Alistair McIntyre  |
| Damendoppel  | J. Smart J. S. Vallence             |
| Mixed        | Alastair Russell Isobel Montgomerie |